# Ancorina diplococcus
Ancorina diplococcus är en svampdjursart som beskrevs av Arthur Dendy 1924. Ancorina diplococcus ingår i släktet Ancorina och familjen Ancorinidae. Inga underarter finns listade i Catalogue of Life.